# Bonita Springs
Bonita Springs és una població dels Estats Units a l'estat de Florida. Segons el cens de l'1 de juliol de 2007 tenia 42.268 habitants.

## Demografia
Segons el cens del 2000, Bonita Springs tenia 32.797 habitants, 14.807 habitatges, i 10.276 famílies. La densitat de població era de 358,8 habitants per km².
Dels 14.807 habitatges en un 14,4% hi vivien nens de menys de 18 anys, en un 61,4% hi vivien parelles casades, en un 4,5% dones solteres, i en un 30,6% no eren unitats familiars. En el 24,2% dels habitatges hi vivien persones soles el 12,4% de les quals corresponia a persones de 65 anys o més que vivien soles. El nombre mitjà de persones vivint en cada habitatge era de 2,21 i el nombre mitjà de persones que vivien en cada família era de 2,54.
Per edats la població es repartia de la següent manera: un 13,9% tenia menys de 18 anys, un 5,9% entre 18 i 24, un 19,8% entre 25 i 44, un 28,8% de 45 a 60 i un 31,7% 65 anys o més.
L'edat mediana era de 54 anys. Per cada 100 dones de 18 o més anys hi havia 103,9 homes.
La renda mediana per habitatge era de 46.603 $ i la renda mediana per família de 53.436 $. Els homes tenien una renda mediana de 31.227 $ mentre que les dones 25.358 $. La renda per capita de la població era de 37.958 $. Entorn del 3,5% de les famílies i el 6,7% de la població estaven per davall del llindar de pobresa.

## Poblacions més properes
El següent diagrama mostra les poblacions més properes.